# Peniche
Peniche is een stad en gemeente in het Portugese district Leiria.
De gemeente heeft een totale oppervlakte van 77,55 km² en telde 26.431 inwoners in 2021.
De stad heeft ongeveer 13.200 inwoners.
In het fort op de rotsen aan de kust is een museum ondergebracht. Het geeft in de eerste plaats een overzicht van tradities, folklore, gebruiksvoorwerpen, enz van de lokale bevolking, maar er kan ook een bezoek worden gebracht aan de voormalige gevangenis die tijdens de dictatuur onder Salazar hier was ingericht en  waar dissidente denkers werden weggestopt. 
Vanuit Peniche is er een bootverbinding naar het eiland Berlenga Grande in de eilandengroep Berlengas.

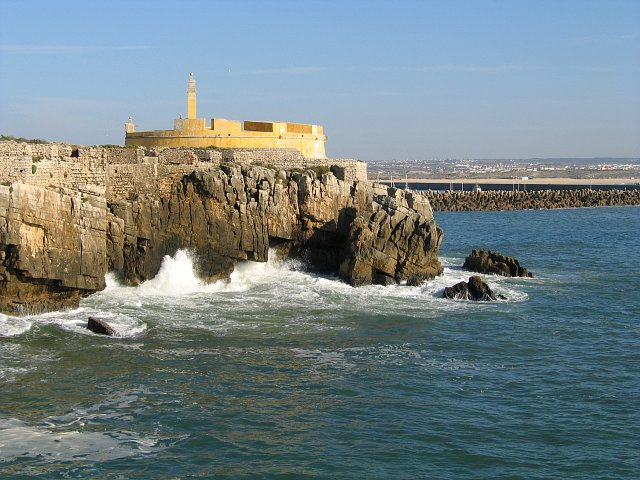
Fort Peniche

## Kernen van de gemeente
- Ajuda (Peniche)
- Atouguia da Baleia
- Conceição (Peniche)
- Ferrel
- São Pedro
- Serra d'El-Rei